# Шри Сурьяварман II
Срей Сориёвонг II (кхмер. ស្រីសុរិយោវង្ស) или Шри Сурьяварман II (санскр. ឝ្រីសូយ៌្យវំឝ, 1357 — 1417) — император Кхмерской империи (1401—1417).
Полное тронное имя — Брхат Пада Самдач Сдач Брхат Шри Сурия Варман Раджадхираджа (санскр. Brhat Pada Samdach Sdach Brhat Sri Suriya Varman Rajadhiraja, кхмер. ព្រះបាទសម្ដេចព្រះស្រីសុរិយោវង្ស រាជាធិរាជ).

## Биография
Сориовонг II упоминается как 32-й кхмерский король и отец короля Понья Ята. Согласно Королевским хроникам, принц Сориовонг, также известный как Шри Сурьявамса, был сыном короля Сорьотея I, который в 1357 году освободил Ангкор от тайской оккупации.
После второго захвата Ангкора сиамскими войсками и воцарения нового тайского вице-короля из семьи правителей Аюттхайи в 1394 году, выживший кхмерский принц вместе со своими сторонниками организовал сопротивление оккупантам.
Он устроил центр сопротивления на плато Басан в Срей Санторе, где построил крепость. В 1401 году он принял титул Шри Сурья Варман II и сумел вернуть Ангкор, победив Чау Индрабури Раджадхираджу, сына короля Аюттхайи, который правил городом.
Согласно китайским источникам, кхмерский король, известный им как Цань-лие По-пи-я (Самдач Чао Понхея), умер в 1405 году. Согласно хроникам Сориовонг II был преемником своего двоюродного брата или племянника Барома Соккороча, известного как Парамасукхараджа на санскрите.

## Наследие
Сориовонг II до сих пор считается в Королевских хрониках отцом короля Понхея Ята, также известного как Сориопеара или Сориопора I.

## Потомки
- Понья Ят